# Општина Белтинци
Општина Белтинци (словен. Beltinci) је једна од општина Помурске регије у држави Словенији. Седиште општине је истоимени градић Белтинци.

## Природне одлике
Рељеф: Општина Белтинци налази се у североисточном делу Словеније. Општина се простире у југозападном делу равничарске и пољопривредне области Прекомурје, уз реку Муру.
Клима: У општини влада умерено континентална клима.
Воде: Најзначајнији водоток у општини је река Мура, која је југозападна граница општине. Остали водотоци су мали и њене су притоке.

## Становништво
Општина Белтинци је густо насељена.

## Насеља општине
| - Белтинци - Братонци - Доклежовје - Ганчани | - Ижаковци - Липа - Липовци - Мелинци |  |

## Додатно погледати
- Белтинци